# Bataille de Faenza
Pour les articles homonymes, voir Faenza (homonymie).
Première Coalition
Batailles
La bataille de Faenza est une bataille qui a eu lieu le 4 février 1797 près du fleuve Senio à Faenza à 50 km au sud de Bologne entre les troupes du Pape dirigé par Michelangelo Alessandro Colli-Marchi et l'Armée française d'Italie dirigée par Claude-Victor Perrin.
La bataille se solda par la victoire décisive des Français.